# بروتين مخاطي
البروتين المخاطي (بالإنجليزية: Mucoprotein)‏ هو بروتين سكري يتكون بشكل أساسي من عديد سكاريد مخاطي. يوجد البروتين المخاطي في أماكن مختلفة من الجسم بضمنها الجهاز الهضمي والأعضاء التناسلية والشعب الهوائية والسائل الزلالي في الركبتين.